# Джо Барток
Джо Барток (англ. Joe Bartoch, 3 січня 1983) — канадський плавець.
Учасник Олімпійських Ігор 2008, 2012 років.
Призер Панамериканських ігор 2007 року.